# Ghana i olympiska sommarspelen 1968
Ghana deltog med 31 deltagare vid de olympiska sommarspelen 1968 i Mexico City. Ingen av landets deltagare erövrade någon medalj.